# Speyeria linda
Speyeria linda är en fjärilsart som beskrevs av Dos Passos och William Grey 1942. Speyeria linda ingår i släktet Speyeria och familjen praktfjärilar. Inga underarter finns listade i Catalogue of Life.